# Электрон-52Д

«Электрон-52Д». Лента заправлена неправильно

«Tinico»

«Electra 707 Candid», двойник «Tinico»

Диктофон Штирлица. Кадр из 11 серии «Семнадцати мгновений весны» (лента тоже заправлена неправильно — не прилегает к головке, магнитофон просто не будет работать)

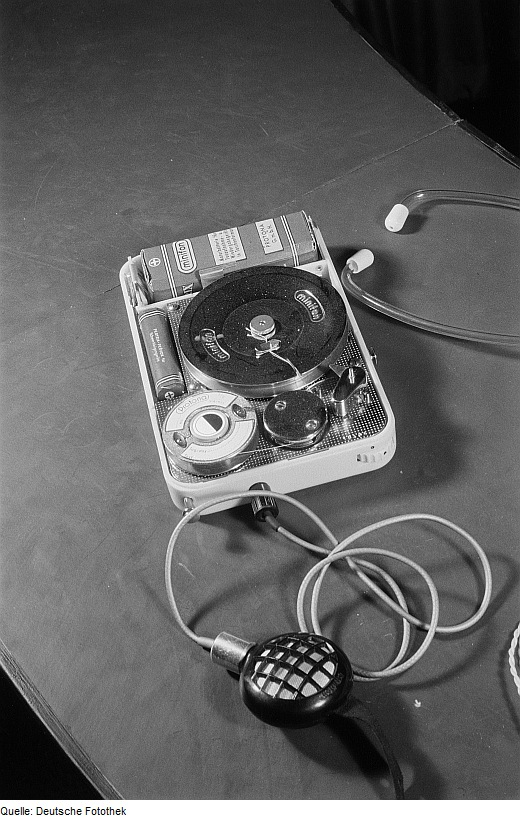
Реальный карманный диктофон дотранзисторной эпохи — Minifon Mi51 (Германия). Размеры — 170×110×37 мм, масса 750 г, носитель записи — проволока.

«Электрон-52Д» — советский миниатюрный катушечный магнитофон (диктофон) упрощённой конструкции выпуска конца 1960-х годов. Широко известен благодаря телефильму «Семнадцать мгновений весны».

## История
В 1950—1960-е годы, после появления транзистора и до наступления эры кассетных магнитофонов, в мире выпускалось множество моделей малогабаритных — карманного размера — катушечных магнитофонов. Среди них встречались солидные аппараты, предназначенные для журналистов или спецслужб (например, Nagra SN), но в большинстве это были дешёвые непритязательные изделия с невысоким качеством записи и воспроизведения. Они годились только для записи речи и потому служили электронными записными книжками или детскими игрушками. Многие из этих магнитофончиков имели упрощённую до предела конструкцию. В их лентопротяжном механизме отсутствовали ведущий вал и прижимной ролик, и лента протягивалась просто перематываясь с катушки на катушку. Естественно, при этом скорость протяжки ленты получалась переменной от начала к концу записи, потому что она зависела от диаметра рулона на приемной катушке. Электронная часть также упрощалась до примитивности: применяли подмагничивание постоянным током, стирание постоянным магнитом, простейшие цепи частотной коррекции (а то и вовсе никаких), отказывались от встроенного громкоговорителя.
Одну из таких простейших, и при этом самых миниатюрных, моделей скопировали на Полтавском электромеханическом заводе (по другим данным — на Казанском заводе радиокомпонентов) и не позже 1969 года выпустили в продажу под названием «Диктофон „Электрон-52Д“». Прототипом послужил магнитофон Tinico неизвестного японского производителя (он встречался и под другими названиями). Копия имела некоторые отличия от оригинала, и, по некоторым свидетельствам, была изготовлена по крайней мере не хуже прототипа. В инструкции по эксплуатации диктофон назвали «Память делового человека». Однако традиции пользования электронными записными книжками в СССР не было, слушать на «Электроне» музыку было невозможно, а для игрушки он стоил слишком дорого — 81 рубль. Полноценный настольный магнитофон III класса тогда можно было купить за 100—120 рублей. Поэтому спроса на «Электрон» не наблюдалось, и выпуск, судя по всему, скоро прекратился.
В 1973 году вышел на экраны телефильм «Семнадцать мгновений весны», сразу завоевавший небывалую популярность. Одной из ярких деталей в фильме был миниатюрный диктофон, которым в СД и гестапо пользовались для тайной звукозаписи. Агент Клаус с таким аппаратом за пазухой втирался в доверие к пастору Шлагу, а Штирлиц по заданию Мюллера записывал свою беседу с Мартином Борманом. Диктофон с логотипом «Siemens» как две капли воды был похож на «Электрон-52Д», но по сюжету умел намного больше, чем в реальности: записывал длинные разговоры и воспроизводил их без внешнего усилителя и громкоговорителя. Малогабаритные магнитофоны в конце 1940-х годов действительно существовали, но работали они преимущественно с магнитной проволокой, а не с лентой, и размерами были несколько больше «Электрона». Примером может служить немецкий «Minifon».

## Техническое описание
Магнитофон двухдорожечный. Используется обычная магнитная лента типа 10 (ширина 6,25 мм, толщина 37 мкм) на нестандартных катушках. Переход с дорожки на дорожку — перестановкой катушек. Концы ленты приклеены к катушкам.
Лентопротяжный механизм диктофона — однодвигательный, простейшей конструкции. При рабочем ходе приводится только приёмная катушка, поэтому скорость ленты меняется от начала к концу ленты примерно от 3…4,5 до 7…9 см/с. Никаких средств стабилизации или регулировки скорости не предусмотрено. Ускоренная перемотка возможна только назад.
Универсальный усилитель собран на трёх германиевых транзисторах. В режиме воспроизведения он нагружен на миниатюрный наушник, который в режиме записи также служит микрофоном. Подмагничивание — постоянным током, протекающим через головку. Стирание производится с помощью постоянного магнита. Диапазон воспроизводимых частот при минимальной скорости составляет от 300 до 3500 Гц при неравномерности 16 дБ, коэффициент нелинейных искажений 15…20 % — такие характеристики обеспечивают едва удовлетворительное воспроизведение речи. Регулировки громкости и уровня записи нет.
Время непрерывной записи и воспроизведения одной дорожки — 8—10 минут, с более тонкой лентой — соответственно больше.
Источники питания:
- для электродвигателя — два никель-кадмиевых аккумулятора ЦНК-0,45 или два элемента 316;
- для усилителя — батарея «Крона».

Время работы от одного комплекта батарей — около 6 часов.
Размеры магнитофона 165×70×50 мм, масса 0,5 кг.